# Mistrzostwa Świata w Kolarstwie Torowym 2004
101. Mistrzostwa Świata w Kolarstwie Torowym 2004 odbyły się w australijskim Melbourne w dniach 26-30 maja 2004. W programie mistrzostw znalazło się sześć konkurencji dla kobiet: sprint, wyścig na dochodzenie wyścig punktowy, wyścig na 500 m, scratch i keirin oraz dziewięć konkurencji dla mężczyzn: sprint indywidualny, sprint drużynowy, wyścig na dochodzenie, wyścig punktowy, wyścig ze startu zatrzymanego, wyścig na 1 km, wyścig drużynowy na dochodzenie, madison, keirin i scratch. 

## Medaliści

### Kobiety
| Konkurencja                         | Data         | Złoto                | Srebro        | Brąz               |
| ----------------------------------- | ------------ | -------------------- | ------------- | ------------------ |
| 500 m ze startu zatrzymanego        | 30 maja 2004 | Anna Meares          | Jiang Yonghua | Simona Krupeckaitė |
| 3000 m indywidualnie na dochodzenie | 28 maja 2004 | Sarah Ulmer          | Katie Mactier | Jelena Czałych     |
| scratch                             | 28 maja 2004 | Yoanka González      | Mandy Poitras | Olga Slusariewa    |
| sprint indywidualny                 | 29 maja 2004 | Swietłana Grankowska | Anna Meares   | Lori-Ann Muenzer   |
| wyścig punktowy                     | 29 maja 2004 | Olga Slusariewa      | Vera Carrara  | Belem Guerrero     |
| keirin                              | 27 maja 2004 | Clara Sanchez        | Elisa Frisoni | Jennie Reed        |

### Mężczyźni
| Konkurencja                       | Data         | Złoto                                                                            | Srebro                                                                       | Brąz                                                                       |
| --------------------------------- | ------------ | -------------------------------------------------------------------------------- | ---------------------------------------------------------------------------- | -------------------------------------------------------------------------- |
| wyścig punktowy                   | 26 maja 2004 | Franck Perque                                                                    | Milton Wynants                                                               | Juan Curuchet                                                              |
| sprint drużynowy                  | 26 maja 2004 | Francja · Mickaël Bourgain · Laurent Gané · Arnaud Tournant                      | Hiszpania · José Antonio Escuredo · Salvador Melia · José Antonio Villanueva | Wielka Brytania · Chris Hoy · Craig MacLean · Jamie Staff                  |
| scratch                           | 28 maja 2004 | Greg Henderson                                                                   | Robert Slippens                                                              | Walter Pérez                                                               |
| 4 km indywidualnie na dochodzenie | 27 maja 2004 | Sergi Escobar                                                                    | Rob Hayles                                                                   | Robert Bartko                                                              |
| keirin                            | 28 maja 2004 | Jamie Staff                                                                      | José Antonio Escuredo                                                        | Ivan Vrba                                                                  |
| 1 km ze startu zatrzymanego       | 27 maja 2004 | Chris Hoy                                                                        | Arnaud Tournant                                                              | Theo Bos                                                                   |
| 4 km drużynowo na dochodzenie     | 29 maja 2004 | Australia · Peter Dawson · Ashley Hutchinson · Luke Roberts · Stephen Wooldridge | Wielka Brytania · Rob Hayles · Paul Manning · Chris Newton · Bryan Steel     | Hiszpania · Carlos Castaño · Sergi Escobar · Asier Maeztu · Carlos Torrent |
| madison                           | 30 maja 2004 | Argentyna · Juan Curuchet · Walter Pérez                                         | Szwajcaria · Bruno Risi · Franco Marvulli                                    | Holandia · Robert Slippens · Danny Stam                                    |
| sprint indywidualny               | 30 maja 2004 | Theo Bos                                                                         | Laurent Gané                                                                 | Ryan Bayley                                                                |

## Klasyfikacja medalowa
| Miejsce | Państwo           |   |   |   | Razem |
| ------- | ----------------- | - | - | - | ----- |
| 1.      | Francja           | 3 | 2 | 0 | 5     |
| 2.      | Australia         | 2 | 2 | 1 | 5     |
|         | Wielka Brytania   | 2 | 2 | 1 | 5     |
| 4.      | Rosja             | 2 | 0 | 2 | 4     |
| 5.      | Nowa Zelandia     | 2 | 0 | 0 | 2     |
| 6.      | Hiszpania         | 1 | 2 | 1 | 4     |
| 7.      | Holandia          | 1 | 1 | 2 | 4     |
| 8.      | Argentyna         | 1 | 0 | 2 | 3     |
| 9.      | Kuba              | 1 | 0 | 0 | 1     |
| 10.     | Włochy            | 0 | 2 | 0 | 2     |
| 11.     | Kanada            | 0 | 1 | 1 | 2     |
| 12.     | Chiny             | 0 | 1 | 0 | 1     |
|         | Szwajcaria        | 0 | 1 | 0 | 1     |
|         | Urugwaj           | 0 | 1 | 0 | 1     |
| 15.     | Czechy            | 0 | 0 | 1 | 1     |
|         | Litwa             | 0 | 0 | 1 | 1     |
|         | Meksyk            | 0 | 0 | 1 | 1     |
|         | Niemcy            | 0 | 0 | 1 | 1     |
|         | Stany Zjednoczone | 0 | 0 | 1 | 1     |